# Museo universitario

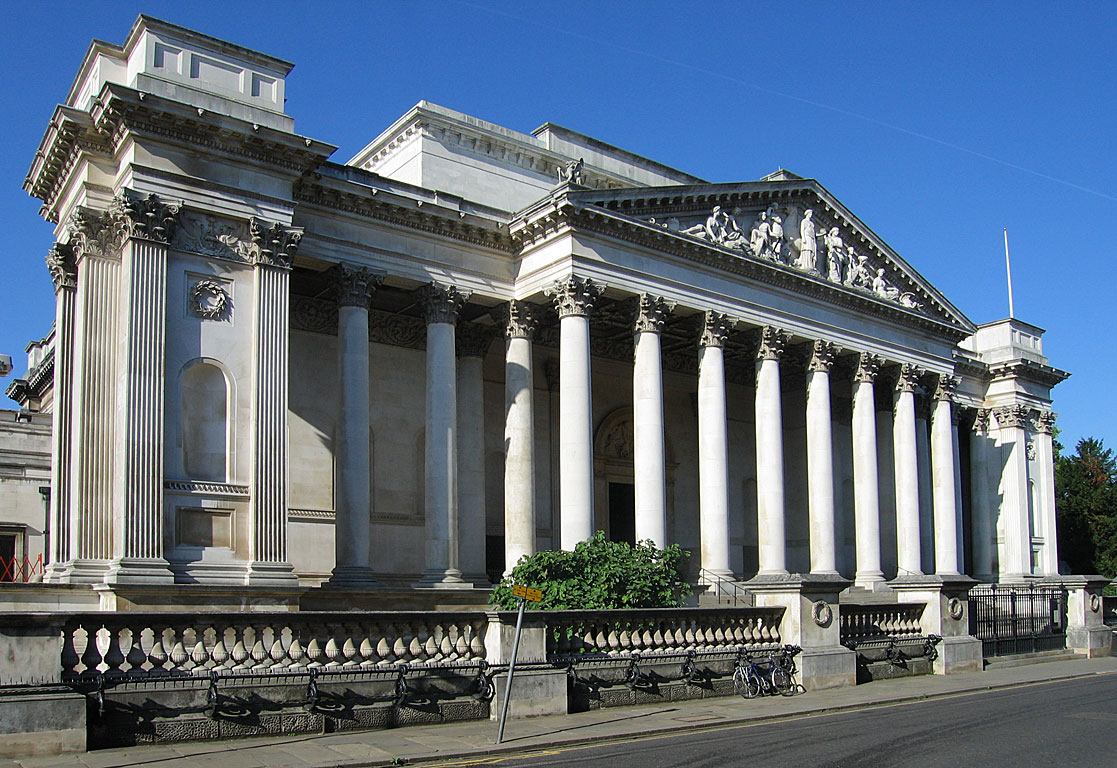
Fitzwilliam Museum (Universidad de Cambridge)

Se denomina Museo Universitario a todo aquel museo, colección o galería universitaria (incluyendo herbarios y jardines botánicos), cuya titularidad pertenece a una Universidad. Es decir, se trata de un tipo de museo cuya naturaleza se define desde un punto de vista jurídico; y no por el contenido de sus colecciones, pudiendo ser estas de naturaleza histórica, científica, artística o cualesquiera otra.

No obstante, se considera que una de las principales características de los museos universitarios es que dentro de cada institución universitaria, cumplen funciones de apoyo a la docencia y a la investigación.

La naturaleza específica de los museos universitarios fue reconocida hace tiempo por el Consejo Internacional de Museos (ICOM), en cuyo seno se creó el Comité internacional para los museos y las colecciones universitarias (UMAC).

## Historia
De facto, las colecciones y los museos universitarios son casi tan antiguos como las propias Universidades, dado que desde un inicio estas instituciones recopilaron y acumularon, de manera más o menos organizada, instrumentos y objetos con un claro valor histórico, artístico o científico: como aquellos que eran o habían sido empleados con fines docentes (en especial, el material librario) o que habían sido generados por la propia actividad educativa; emblemas de las instituciones universitarias (blasones, escudos, etc.); documentos, cuidadosamente guardados, en virtud de los cuales les habían sido otorgados privilegios (como bulas y documentos fundacionales); o tallas, pinturas y otros objetos artísticos que decoraban las capillas universitarias y los colegios mayores.
Sin embargo, como institución claramente definida, su creación no tiene lugar hasta el siglo XVII, estando muy vinculado su nacimiento a la práctica de los legados. Así, se considera que el primer museo universitario es el Museo Ashmolean (Ashmolean Museum of Art and Archaeology), creado para albergar la colección donada por Elias Ashmole a la Universidad de Oxford en 1677. El primer edificio del Ashmolean Museum en Oxford se construyó entre 1678 y 1683, siendo inaugurado este último año; por ello se considera que los museos universitarios nacen en 1683, con la apertura del Ashmolean.
De la misma manera, la práctica de los legados será un elemento muy importante en el nacimiento de las colecciones museográficas de la Universidad de Cambridge. El Museo Sedgwick de esta universidad británica tiene su origen en el legado que John Woodward le hace de su colección de fósiles en el año 1727; y el Museo Fitzwilliam, en el que en 1816 realiza el vizconde Fitzwilliam de Merrion, en virtud del cual, lega su colección de arte y su biblioteca, así como una suma en metálico para construir la sede del museo que ha de albergar esa colección artística, a la Universidad de Cambridge.
- Datos: Q866133
- Multimedia: University museums / Q866133